# Rypin (gromada)
Rypin (do 31 XII 1971 Starorypin) – dawna gromada, czyli najmniejsza jednostka podziału terytorialnego Polskiej Rzeczypospolitej Ludowej w latach 1954–1972.
Gromady, z gromadzkimi radami narodowymi (GRN) jako organami władzy najniższego stopnia na wsi, funkcjonowały od reformy reorganizującej administrację wiejską przeprowadzonej jesienią 1954 do momentu ich zniesienia z dniem 1 stycznia 1973, tym samym wypierając organizację gminną w latach 1954–1972.
Gromadę Rypin z siedzibą GRN w mieście Rypinie (nie wchodzącym w jej skład) utworzono 1 stycznia 1972 w powiecie rypińskim w woj. bydgoskim w związku ze zmianą nazwy gromady Starorypin (której siedziba już od 1959 roku mieściła się w Rypinie) na gromada Rypin. Równocześnie do gromady Rypin włączono sołectwa Dębiany, Dylewo, Kowalki, Puszcza Miejska, Puszcza Rządowa, Sikory i Zakrocz ze zniesionej gromady Pręczki, sołectwo Marianki ze zniesionej gromady Strzygi oraz sołectwo Godziszewy z gromady Sadłowo w tymże powiecie.
Gromada przetrwała do końca 1972 roku (dokładnie jeden rok), czyli do kolejnej reformy gminnej. 1 stycznia 1973 w powiecie rypińskim utworzono gminę Rypin.